# Mimacraea eltringhami
Mimacraea eltringhami is een vlinder uit de familie van de Lycaenidae. De wetenschappelijke naam van de soort is voor het eerst geldig gepubliceerd in 1912 door Druce.